# Antonio Daza Rosas
Antonio Daza Rosas (Almería, 1934-Sitges, 1992) es un pintor y dibujante español.
Su obra alterna procedimientos de pintura al óleo, acrílicos, acuarelas, tintas, aguadas y trabajos de cartelismo, que el artista adaptó a una original versión del paisaje protagonizada por el árbol. Sus imágenes responden a la comprensión del tema como expresión de un estado anímico interior, concepto romántico del paisaje, adobado por cierta inclinación a plasmar flujos oníricos y tensiones vitales de carácter surreal.
Se conservan obras suyas en el Museo Maricel y en Ayuntamiento de Sitges, en el Museu del Vi del Vilafranca y pinacotecas locales y extranjeras (...).

## Biografía
Nació en Almería en 1934, y fue el menor de nueve hermanos. En 1949 se trasladó a Cataluña, y tras estancias sucesivas en Sabadell y Cornellá estableció su taller en Sitges.
En 1963 realiza su primera visita a Sitges. Durante esta década realizará numerosos viajes que lo llevarán por Alemania, Portugal, Congo Belga y Suiza. En el Congo empieza a pintar sus paisajes y sus gentes.
En 1964 se traslada a vivir a San Pedro de Ribas. Monta una galería de arte “Taller Rusiñol” en la calle de Santiago Rusiñol de Sitges. Posteriormente inaugura una tienda de antigüedades en la calle Jesús. Desde este momento compaginará esta actividad comercial con la pintura.
En 1982, junto con Jofre Vilà y Alberto López Queréjazu y con motivo del Papa Juan Pablo II, confecciona en la Avenida María Cristina, en Montjuïc (Barcelona), una alfombra floral. 
En 1984 se traslada a vivir a la calle Mayor de Sitges, donde tendrá también su taller.
En 1989 última exposición en la galería Baleria Montparnasse de Villanueva y Geltrú (Barcelona).

## Exposiciones
Autodidacta, realizó su primera exposición, de dibujos a tinta china, en el suburense Palacio Maricel de Sitges (Barcelona) en 1974. Seguidamente expuso en Barcelona, Villafranca del Panadés, Almería, París, Londres, etc. Así como en muestras colectivas en varias poblaciones catalanas y de Madrid (Sala Valentí). 
- 1974	Palau Maricel – Colectiva (Sitges, Barcelona) / Galería Jaica (Barcelona) / Galería Nueva – Colectiva (Sitges, Barcelona).
- 1975	Palacio Maricel (Sitges, Barcelona) / Galería Nueva (Sitges, Barcelona) / Galería Centauro – Colectiva (Sitges, Barcelona) / Galería D’Alaro – Colectiva (Sitges, Barcelona).
- 1976	Centauro Galería de Arte (Sitges, Barcelona) / Daniel’s Pub (Barcelona) / Museo del Vino (Villafranca del Panadés, Barcelona) / Galería Nueva – Colectiva (Sitges, Barcelona).
- 1977	Sala Patronato (Sitges, Barcelona) / Sala Valentí – Salón de Primavera – Colectiva (San Pedro de Ribas, Barcelona) / Sala Valentí – Salón de Otoño – Colectiva (San Pedro de Ribas, Barcelona) / Galería Nueva (Sitges, Barcelona) / Concurso Dibujo S. Jorge (Barcelona) / Concurso Carteles Feria Sant Miquel (Lérida).
- 1978	Museo de Vilafranca – Colectiva (Barcelona) / Galería Oliver Ferrer (Barcelona) / Luce Brett (París) / Sala Valentí – Pintores de Sitges – Colectiva (San Pedro de Ribas, Barcelona) / Sala Patronazgo (Sitges, Barcelona) / Caja Ahorros (Almería) / Frasers of Glasgow – Colectiva (Escocia) / Figuras – Colectiva (Gerona).
- 1979	Sala Harvy (Almería) / Sala Valentí – Pintores de Sitges – Colectiva (Madrid) / Galería Oliver Ferrer – Colectiva (Barcelona) / Maite Muñoz – Colectiva (Barcelona) / Sala Valentí – Colectiva (San Pedro de Ribas, Barcelona).
- 1980	Ágora 3 (Sitges, Barcelona) / Canning House (Londres, Inglaterra) / Sala Patronato (Sitges, Barcelona) / La Prensa Cau d’Art (San Pedro de Ribas, Barcelona) / Arte y Decoración (Manresa, Barcelona).
- 1981	Galería d’Art Foz – Colectiva (Sitges, Barcelona) / Marrón Sala d’Art (Sitges, Barcelona) / Taller Rusiñol – Colectiva (Sitges, Barcelona).
- 1982	Sala Valentí – 6º Aniversario (San Pedro de Ribas, Barcelona) / Expometro – Colectiva (Barcelona) / Primer Salón de Pintura del Garraf – Colectiva (Villanueva y Geltrú, Barcelona) / IV Centenario de los Religiosos Camilos – Colectiva (San Pedro de Ribas, Barcelona) / Art – 82 – Colectiva (Sitges, Barcelona) / Canning House – Colectiva (Londres, Inglaterra) / Congrés 81 – Colectiva (Barcelona) / Caja de Ahorros del Monte de Piedad – Colectiva (Barcelona) / Sala Patronato (Sitges, Barcelona) / La Prensa Cau d’Art (San Pedro de Ribas, Barcelona).
- 1983	Xamí Sala d’Art (Barcelona) / La Poterie (Castelnou, Barcelona) / Banco de Bilbao (Villanueva y Geltrú, Barcelona) / Banco de Bilbao (Barcelona) / Exposición sobre Cine Fantástico (Sitges, Barcelona) / La Prensa Cau d’Art (San Pedro de Ribas, Barcelona).
- 1984	La Nao Exposiciones (Sitges, Barcelona) / Caixa de Tarragona (Reus. Tarragona) / Casa del Mar – Pintura Mediterránea (Villanueva y Geltrú) / Galería d’Art Foz (Sitges, Barcelona).
- 1985	Escolapios (Sitges, Barcelona) / Subex Galeria d’Art (Barcelona) / L’Escala d’Art (Sitges, Barcelona) / Montaje del Belén del Santuario del Vinyet (Sitges, Barcelona).
- 1986	L’Escala d’Art – Monográfica Fiesta Mayor (Sitges, Barcelona) / La Prensa Cau d’Art (San Pedro de Ribas, Barcelona)

Sala Valentí (Tarragona).
- 1987	Sala Valentí (Villanueva y Geltrú, Barcelona) / Alcolea Sala de Arte (Madrid) / L’Escala Art (Sitges, Barcelona)

II Bienal del Fútbol Club Barcelona (Barcelona) / Sala Nonell (Barcelona) / Galería Yolanda Ríos (Sitges, Barcelona) / Galería Montparnasse (Villanueva y Geltrú).
- 1988	L’Escala d’Art (Sitges, Barcelona) / Bertrán Diagonal (Barcelona) / El Quatre Sala d’Art (Granollers) / Galería Forum (Girona) / Arena de Verona (Verona, Italia).
- 1989	Última exposición: Temas de Semana Santa, Galería Montparnasse (Villanueva y Geltrú).

## Premios y menciones
- 1972	Medalla Honorífica del Concurso de Carteles para la Fiesta Mayor (Sitges, Barcelona).
- 1978	Cartel Mural de la Fiesta Mayor (Sitges, Barcelona).
- 1980 	Cartel Mural del XXII Rallye (Sitges, Barcelona) / Cartel Mural del XIII Festival de Cine Fantástico y de Terror (Siges, Barcelona) / Cartel Mural de las Fiestas (San Pedro de Ribas, Barcelona) / Diploma de Mérito en el Concurso Internacional “Grolla d’Oro 80” (Treviso, Italia).
- 1981	Cartel Mural del XIV Festival de Cine Fantástico y de Terror (Sitges, Barcelona).
- 1983	Primer Premio de Belenes (Sitges, Barcelona).
- 1984	Segundo Premio de Belenes (Sitges, Barcelona).
- 1985	Primer Premio de Belenes (Sitges, Barcelona).
- 1986	Mención de la Lonja de Artesanía (El Postigo, Sevilla) / Primer Premio de Belenes (Sitges, Barcelona).
- 1987	Primer Premio de Belenes (Sitges, Barcelona).

## Museos e instituciones que albergan sus obras
- Ayuntamiento de Sitges (Barcelona).
- Museo del Vino, Villafranca del Panadés (Barcelona).
- Museo Maricel de Sitges (Barcelona).
- Musée Quentouil (Francia).
- National Museum of Fine Arts (Malta).